# Skyliner (Lakemont Park)
Skyliner im Lakemont Park (Altoona, Pennsylvania, USA) ist eine Holzachterbahn vom Designer John C. Allen und des Herstellers Philadelphia Toboggan Coasters mit der Seriennummer 127. Die 1987 im Lakemont Park eröffnete Bahn wurde ursprünglich 1960 im Roseland Park ebenfalls als Skyliner eröffnet. 1985 wurde sie geschlossen um in den Lakemont Park versetzt zu werden.
Die 731,5 m lange Strecke ist ein doppeltes Out-and-Back-Layout und besitzt eine Höhe von 18,3 m. Die erste Abfahrt ist 13,7 m hoch.

## Züge
Skyliner besitzt einen Zug mit drei Wagen. In jedem Wagen können sechs Personen (drei Reihen à zwei Personen) Platz nehmen. Ursprünglich fuhr die Bahn mit zwei Zügen, aber im Laufe der Zeit wurden die Teile des zweiten Zuges als Ersatzteile für den ersten Zug verwendet.